# Dipcadi serotinum
Dipcadi serotinum (лат.) — вид растений семейства Спаржевые (Asparagaceae).
Многолетнее травянистое растение, высотой от 10 до 40 сантиметров. Геофит, образует луковицу. Листья простые, линейные, шириной от 0,2 до 0,5 см и длиной от 18 до 35 см, короче ствола соцветия. Край листа гладкий. Свободные соцветия с 3-20 цветками. Цветки трубчатые колоколообразные, длиной 12-15 мм, от жёлтого до коричнево-красно-оранжевого или зелёного цвета. Капсулы плодов от почти сферической до обратнояйцевидной формы диаметром от 8 до 10 мм. Коричнево-чёрные, блестящие многочисленные семена имеют узкое крыло.
Вид распространён в Марокко, на юге Франции, в Португалии, Гибралтаре, Испании (включая Балеарские и Канарские острова). Растёт на каменистых и песчаных сухих известняках в непосредственной близости от моря до гор на высоте более 2000 метров над уровнем моря.
Цветёт и плодоносит с февраля по май.